# 井原中継局
井原中継局（いばらちゅうけいきょく）は、岡山県井原市城山にあるテレビジョン放送とFMラジオ放送の重要中継局及び小規模中継局である。

## 放送区域
地上デジタル放送におけるこの中継局の電波法に定める放送区域（1mV/m）は岡山県井原市の一部、約5,500世帯である。

## 歴史
- 1964年（昭和39年）8月5日 - NHK岡山放送局総合テレビジョン井原中継局及び教育テレビジョン井原中継局開局[2]。
- 1970年（昭和39年）9月15日 - RSK山陽放送井原中継局開局[3]。
- 1970年（昭和45年）2月17日 - NHK岡山放送局FM放送井原中継局開局[4]。
- 1986年（昭和61年）7月30日 - RNC西日本放送標準テレビ放送井原中継局開局。
- 1999年（平成11年）4月1日 - 岡山エフエム放送井原中継局開局。
- 2005年（平成17年）7月12日 - アナアナ変換対策開始に伴い新アナログチャンネル放送開始。
- 2005年（平成17年）9月27日 - アナアナ変換に関わる旧アナログチャンネル停波。
- 2008年（平成20年）12月22日 - 全局地上デジタルテレビジョン放送開始。

### アナアナ変換
この中継局もデジタル放送開始にあわせて全国的に行われた現行アナログチャンネルの移行、いわゆる「アナアナ変換」の対象となり、2005年7月12日より対策を開始、同年9月27日には旧チャンネルを停波し新チャンネルに移行した。対象となったアナログチャンネルはNHK教育（55ch→47ch+）、RNC西日本放送（34ch→54ch）及びKSB瀬戸内海放送（32ch→56ch-）の3波。対策世帯は井原市の一部、1万700世帯である。
停波した旧アナログチャンネルのうち32chはNHK岡山総合テレビのデジタルチャンネルとして岡山金甲山親局や当局を含めたその周辺サテライト局（笠岡中継局など）で使用されている。また、NHK教育が使用していた55chはこの地区ではデジタルチャンネルとしては使用されていないが、今回のアナアナ変換でRNC西日本放送が34chから54chに変更になり、その結果チャンネルが隣接してしまうため同時に移行された。

### 地上デジタル放送
この中継局のデジタル化は大規模局のデジタル化が完了し、この地区でも小規模局のデジタル化が始まった2008年末のことである。
2008年9月30日に中国総合通信局より予備免許交付、12月中旬より試験放送を開始し、12月22日に本放送を開始した。

## 施設
中継局は井原市中心部に位置する標高約90mの城山山頂に存在する。
TSCテレビせとうちはこの中継局から電波を出しておらず、同チャンネルは岡山金甲山親局（水平偏波）・笠岡中継局（垂直偏波）のいずれかを遠距離受信するか、ケーブルテレビの井原放送に加入しないと視聴できない。過去にTSCはアナログ48chで開局する予定だったが、結局開局することはなくアナログ放送が終了することになった。
TSCの同様の例に「高梁中継局」と「美作中継局」があるが、高梁と美作ではデジタル放送開始にあたり高梁が2008年、美作が2012年4月20日にそれぞれデジタル新局として開局済であるのに対し、井原ではデジタル放送でも開局の予定は未だに無く、引き続き岡山金甲山親局・笠岡中継局のいずれかを遠距離受信するか、ケーブルテレビの井原放送に加入するなどしなければTSCは視聴できない。
なお、TSCアナログに割り当てられていた48chはアナアナ変換によってNHK教育の47chと隣接してしまったため、その時点で事実上48chを使用して放送するのは不可能となった。

## 地上デジタルテレビジョン放送送信設備
| リモコンキーID                                                          | 放送局名          | 物理チャンネル | 空中線電力 | ERP   | 放送対象地域   | 放送区域内世帯数 |
| ----------------------------------------------------------------------- | ----------------- | -------------- | ---------- | ----- | -------------- | ---------------- |
| 1                                                                       | NHK岡山総合テレビ | 32ch           | 300mW      | 640mW | 岡山県         | 約5,500世帯      |
| 2                                                                       | NHK岡山教育テレビ | 13ch           | 300mW      | 740mW | 全国放送       | 約5,500世帯      |
| 4                                                                       | RNC西日本放送     | 15ch           | 300mW      | 700mW | 岡山県・香川県 | 約5,500世帯      |
| 5                                                                       | KSB瀬戸内海放送   | 17ch           | 300mW      | 700mW | 岡山県・香川県 | 約5,500世帯      |
| 6                                                                       | RSK山陽放送       | 19ch           | 300mW      | 740mW | 岡山県・香川県 | 約5,500世帯      |
| 8                                                                       | OHK岡山放送       | 16ch           | 300mW      | 710mW | 岡山県・香川県 | 約5,500世帯      |
| ※全局局名は井原局 ※全局に指向性あり ※中継局であるためコールサインは無い |                   |                |            |       |                |                  |

## 地上アナログテレビジョン放送送信設備
| チャンネル | 放送局名          | 空中線電力        | ERP               | 放送対象地域   | 放送区域内世帯数 |
| --- | ----------------- | ----------------- | ----------------- | -------------- | ---------------- |
| 47+ | NHK岡山教育テレビ | 映像3W/ 音声750mW | 映像9.1W/音声2.3W | 全国放送       | -                |
| 50- | OHK岡山放送       | 映像3W/ 音声750mW | 映像8.9W/音声2.2W | 岡山県・香川県 | -                |
| 54 | RNC西日本放送     | 映像3W/ 音声750mW | 映像8.9W/音声2.2W | 岡山県・香川県 | -                |
| 56- | KSB瀬戸内海放送   | 映像3W/ 音声750mW | 映像8.9W/音声2.2W | 岡山県・香川県 | -                |
| 58+ | NHK岡山総合テレビ | 映像3W/ 音声750mW | 映像8.9W/音声2.2W | 岡山県         | -                |
| 61 | RSK山陽放送       | 映像3W/ 音声750mW | 映像7W/音声1.75W  | 岡山県・香川県 | -                |
| ※全局局名は井原局 ※全局に指向性あり ※中継局であるためコールサインは無い ※47ch、58chはオフセット+10kHz局※50ch、56chはオフセット-10kHz局 |                   |                   |                   |                |                  |

## FMラジオ放送送信設備
| 周波数（MHz）     | 放送局名      | 空中線電力 | ERP  | 放送対象地域 | 放送区域内世帯数 |
| ----------------- | ------------- | ---------- | ---- | ------------ | ---------------- |
| 82.9              | NHK岡山FM放送 | 3W         | 3W   | 岡山県       | -                |
| 84.3              | FM岡山        | 3W         | 3.1W | 岡山県       | -                |
| ※全局局名は井原局 |               |            |      |              |                  |